# Kompetenzraster
Ein Kompetenzraster ist eine Matrix aus im Rahmen eines Lernprozesses zu erlangenden Kompetenzen einerseits sowie verschiedenen Niveaustufen andererseits.
Es stellt ein Evaluationsinstrument und ein Instrument zur Selbststeuerung des Lernprozesses durch den Lernenden dar. Es kann in allen Unterrichtsfächern eingesetzt werden.

## Aufbau
Grundlage des Rasters bilden ausdifferenzierte Kompetenzbeschreibungen. Sie erklären, welche Fertigkeiten Schüler im Laufe des Lernprozesses entwickeln und ausbauen werden. Neben fachlichen Kompetenzen können dies auch soziale Kompetenzen sein oder Informations- und Präsentationskompetenzen. Je nach Fach und Dauer des Lernprozesses können sie z. B. für ein Halb- oder Schuljahr definiert werden. Die Kompetenzen, die ein Schüler zum Erwerb des mittleren Schulabschlusses bzw. der Mittleren Reife braucht, können eine Orientierungshilfe bei der Definition der einzelnen Niveaustufen sein.
Kompetenzen und Fähigkeiten, die es sich anzueignen gilt, werden entlang einer der Achsen eingetragen. Die Einteilungen der anderen Achse bilden verschiedene Niveaustufen ab, von Grundfertigkeiten bis hin zu komplexen Anforderungen. In die einzelnen Felder dieser Matrix werden dann Lern- und Tätigkeitsbeschreibungen eingetragen, die die Niveaustufe in der entsprechenden Kategorie genau repräsentieren. Durch „Ich kann…“-Formulierungen innerhalb der Felder wird die Identifikation des Lernenden mit den eigenen Fortschritten bestärkt.
Mit Farben, Notizen oder Klebepunkten kann der Schüler in seinem Kompetenzraster markieren, an welcher Stelle des Lernprozesses er sich gerade befindet. Er sieht, was er bereits kann und was er noch alles können wird, wenn er weiterlernt. Das Raster hilft so bei der Selbsteinschätzung sowie der Planung folgender Lernschritte und -schwerpunkte. Es ist damit auch geeignet als Instrument zur individuellen Förderung.

## Anwendung von Kompetenzrastern im Unterricht
- Am Institut Beatenberg wird seit einigen Jahren mit Kompetenzrastern gearbeitet.[1]
- An der Max-Brauer-Schule in Hamburg arbeiten die Schüler im so genannten Lernbüro mit Kompetenzrastern.[2]
- Die Greenhouse School in Graal-Müritz, Mecklenburg-Vorpommern, hat seit ihrer Gründung im Jahre 2008 die Arbeit mit Kompetenzrastern für sich weiterentwickelt und implementiert diese seitdem im Rahmen von sogenannten "individuellen Lernzeiten".[3]